# Ших Окоцкий
Ших-мурза Окоцкий (Окуцкий) (старорусск. антропоним, по отцу: Ишеримов/Ушаромов, 2-я пол. XVI века) — предводитель и военно-политический деятель одного из чеченских обществ, упоминаемого в источниках Русского государства под именем ококи (наиболее вероятно — аккинцы/ауховцы), область их расселения, так называемая, Окоцкая земля (наиболее вероятно — Аух). Упоминался в ряде русскоязычных документов конца XVI века, где титуловался как «владелец», мирза/мурза и князь; сын предыдущего предводителя ококов — Ушары-мурзы Окоцкого.
Участвовал совместно с казаками в военных действиях антитурецкой коалиции — против турецких гарнизонов в Дагестане и Азербайджане. Согласно вайнахским устным преданиям, похоронен на кладбище под названием Ших-кешнаш («кладбище Шиха») на окраине села Ширча-Аух (совр. Калининаул).

## Имя
Имя этого предводителя ококов и «владельца» Окоцкой земли известно из ряда русскоязычных документов конца XVI — начала XVII веков — грамот, челобитных, отписок и пр. Разные исследователи по-разному транскрибируют в современный русский язык это нахское имя, указанное в документах на старорусский лад. Историк и археограф времён Российской империи С. А. Белокуров в своей работе 1889 года именует этого военно-политического деятеля как Ших-мурза/мирза (рус. дореф. Шихъ-мурза/мирза), также его указывают кавказоведы советского периода (например Е. Н. Кушева, Н. Г. Волкова). В документах конца XVI — начала XVII веков достаточно вольно обозначается титул Ших-мурзы — иногда это традиционный для того периода в Русском государстве титул восточных феодалов — указываемый то как мурза, то как мирза (и с маленькой, и с заглавной буквы), а иногда это князь.
Вероятно, что старорусское Ших могло быть искажённым словом шейх, использовавшимся в данном случае как имя. Тогда, более верным было бы транскрибировать на русский язык имя этого правителя как Шейх, а предполагая сопоставление ококов старорусских документов с аккинцами-ауховцами (см. ниже), полностью его имя возможно транскрибируется как Шейх Аккинский. Иногда исследователи записывают имя Шиха Окуцкого совместно (через дефис) с тюркским титулом мирза/мурза — Ших-мирза/мурза (напр. С. А. Белокуров, Е. Н. Кушева).

## Локализация ококов
Наиболее вероятно, что под ококами русских документов стоит понимать аккинцев-ауховцев (этногруппа составившая компонент в этногенезе современных чеченцев), которые в тот период были объединённых в традиционное нахское «общество». Их исторической родиной являются земли — Аух).

## На службе Русского государства
Документы Русского государства, в частности Посольского приказа, сообщают о деятельности Ших-мурзы, как о «промышлении всяким государевым делом», совместно с терскими атаманами и казаками. Обычно эта деятельность заключалось в отправке к русским властям «вестей всяких и языков [пленённых информаторов]», а также в обеспечении охранения русских послов следующих через контролируемую Ших-мурзой территорию. Оперативной зоной его влияния, вероятно, была часть долины Терека и, собственно, само владение Ших-мурзы — Окоцкая земля; сохранились сведения о его дальней военной экспедиции — до Железных ворот.

### Начало союза. Правление Ивана IV
Вероятно, первые контакты и основу для сотрудничества между предводителями ококов и Русским государством заложил отец Ших-мурзы — Ушары-мурза. Он вступил в подданнические отношения с русскими властями в период основания царём Иваном IV Грозным первых городков-укреплений в долине Терека. В 1567 году здесь, в районе впадения в Терек Сунжи, русскими был построен острог — первые Терки (представители Москвы — князь А. С. Бабичев и П. Протасьев), около 1572 года под давлением Османской империи укрепление было оставлено; в 1577 или 1578 годах в этом же месте строятся вторые Терки (представитель Москвы — воевода Л. З. Новосильцев), однако, в 1579 году острог опять был покинут. В грамоте, привезённой от Ших-мурзы в Москву в 1588 году сообщается, что в этот период он с отцом «верою и правдою» служил интересам русского государя.
После смерти Ивана IV, в период ослабления позиций Москвы на Северо-Восточном Кавказе, Ших-мурза задумывался о переезде в пределы Русского государства. В 1586 году он приезжал на Терек в поселения казаков, чтобы договориться о принятии русского подданства и отбытии в Астрахань частным лицом (старорусск. — ехать на государево имя). Также, для переговоров об этом, он отправлял двух своих людей (в русском документе — Урака и Бязия) к астраханскому воеводе Ф. М. Лобанову-Ростовскому. Причиной желания переехать стало усиление конфронтации Ших-мурзы с соседним Тарковским шамхальством и «горскими людьми» (вероятно, некоторыми аварскими и вайнахскими обществами) — они «переседают ево по дорогам, а хотят ево убити». Однако, несмотря на согласие со стороны Ф. Лобанова-Ростовского, по каким-то причинам отъезд Ших-мурзы не состоялся.

### Контакты с посольством Р. П. Биркина и П. Пивова
В апреле 1587 года Ших-мурза сопровождал послов Русского государства Р. П. Биркина и П. М. Пивова, осуществлявших дипломатическую и разведывательную миссию в Кахетию к царю Александру II.

### Возобновление союза в период строительства Терков. Правление Фёдора I
Остроги в устье Сунжи строились и оставлялись русскими властями ещё несколько раз, но в дальнейшем их принято называть Сунженскими, а Терским/Терки стал называться город-укрепление в дельте Терека на его протоке — реке Тюменке, построенный на месте или около покинутого города Тюмень (из-за чего первый русский острог сначала именовался Тюменским); основан он был в 1588 году (представители Москвы — воеводы М. И. Бурцев и И. П. Протасьев/«Келарь»). В грамоте 1588 года Ших-мурза сообщает русскому царю Фёдору I Ивановичу, что как только узнал о строительстве нового русского укрепления, «тот час в тот новый город к твоим государевым воеводам приехав, перед ними тебе, государю правду дал [то есть принял присягу]».
В период конфронтации Русского государства с Тарковским шамхальством, в обстановке согласования военных действий Москвы с Кахетинским царством, возникал вопрос о кратчайшем и стратегически наиболее удобном пути от Терека до Кахетии.
В одно время без всякой официальной поддержки со стороны Москвы, отряд из Терке численность которого составляло более 1500 человек под покровительство взял чеченский правитель Ших Окоцкий.

### Связи с Москвой
В отрывке грамоты Шиха Окоцкого, поданной русскому царю Фёдору Ивановичу послом Шиха, Батаем Шихмурзиным, во время приёма в Москве в 1588 году, документально зафиксировано свидетельство устойчивого и традиционного характера развития хозяйственной жизни ауховцев. В грамоте Ших Окоцкий отмечает свою помощь в строительстве царских крепостей на реке Терек не только в дипломатической и военно-политической области, но и содействием в виде подвоза снабжения:
А которые на Терку воеводы, — и яз тем воеводам мед и вино, 10 овец и куры и ячменю возил
 Уже в этом отрывке представлен широкий спектр хозяйственных занятий ауховцев. Естественно, население Ауха поставляло товары и продукты не бесплатно, а в обмен или продавая его служилым казакам и строителям крепостей-городков на реке Терек.
С появлением в Терском городе Окоцкой слободы ауховцы, наравне с другими северокавказскими народами, начинают втягиваться в общероссийскую торговлю, в частности, с такими городами, как Астрахань и Москва. Сын ауховского предводителя Шиха Окоцкого, Батай, посетивший в 1605 году с дипломатической миссией Москву, занимался и торговлей, закупив там пятнадцать комплектов боевого снаряжения. Для того времени подобные, очень дорогие товары требовали серьёзных затрат. Когда впоследствии Батай нарушил присягу, данную русскому царю, и был вынужден бежать из Терского города в землю ауховцев в Окох (Аух), то все его имущество, изъятое русскими, было передано жителям Терского города и казакам.
Во второй половине XVI века Москва взяла курс на установление с народами Северного Кавказа активных политических связей, которые впоследствии продолжались на протяжении всего XVII века. Отсутствие централизации чеченских обществ (тайпов) в указанный период осложняло взаимодействие Московского правительства с ними. В Чечне определять статус отношений приходилось буквально с каждым из многочисленных чеченских тайпов, у большинства из которых на тот момент отсутствовали устоявшиеся феодальные институты власти. На протяжении конца XVI—XVII веков чеченские политические представители многократно приезжали в Москву с дипломатической миссией, а также по служебным делам.
Первые посланцы в Москву были из ококов (ауховцев). Окоцкая земля, видимо, самое раннее равнинное поселение части чеченского народа — ококов — зафиксированное в русских документах, довольно удалено от других чеченских обществ. Их предводителям в одиночку приходилось утверждать своё право на самостоятельное существование. Весьма удобная расположенность Окоцкой земли в непосредственной близости от важнейшего стратегического северокавказского пути по рекам Терек и Сунжа вглубь Дагестана и, далее, в Закавказье, с возможностью захвата контроля над его значительной частью, рядом со станицами гребенских казаков, непосредственно вблизи от первых русских крепостей в Терско-Сулакском междуречье, а также, по соседству с владениями кумыкских князей, способствовали активной деятельности предводителей окочан Ушарома и его сына Шиха-мурзы. Опору в защите своего феодального улуса от притязаний более многочисленных и сильных кумыкских и кабардинских владетелей окоцкие мурзы видели лишь в союзе с русскими, закрепляющимися в первых русских крепостях в междуречье Терека и Сунжи 1567, 1578, 1589 гг.
Именно этими фактами и объясняются политические ориентиры предводителей ококов в сторону Российской империи. Тому свидетельствуют две грамоты московского царя Фёдора Ивановича, датированные 1587 и 1588 годами. В 1588 году Ших-мурза, как владетельное лицо, для заключения политического союза посылает в Москву посольство. Признание Москвой «подданства», по сути. являлось личным обязательством Шиха-мурзы перед царём, персональной службой ему, за что и назначалось персональное жалованье. Подобные политические союзы также заключались московскими царями с кабардинскими и дагестанскими владетелями. Реального воздействия на внутренние дела северокавказских обществ подобные «подданства» не имели, основной их целью была поддержка российской политической линии на Кавказе, а также совместное выступление против противников.
В таком русле продолжали развиваться взаимоотношения Шиха-мурзы с Москвой и после 1589 года до середины 1590-х годов, до убийства Шихи Окоцкого Ахмед-ханом за последовательную приверженность России. 160 семей окочан из ближайшего окружения Шиха-мурзы Окоцкого сразу же покинули Окоцкую землю (Аух) и поселились в Терской крепости в качестве государевых служилых людей под защитой царских воевод. В числе служилых окочан был и сын Шиха-мурзы Окоцкого Батай-мурза, который, скорее всего, некоторое время возглавлял чеченское общество ококи в Терском городе. Феодальная верхушка окочан Батай-мурза, затем Кохостров-мурза Бийтемиров, его сыновья Албирь-мурза и Чепан-мурза и их потомки — наравне с кабардинскими мурзами становятся непосредственными и активными проводниками российской политики на Кавказе в течение всего XVII века.
Окоцкие мурзы в Терской крепости занимая преимущественное положение, стремились закрепить свой статус, поддержав его царскими грамотами и достойной их российской службы «государевым жалованьем». Так, на царских приёмах в Москве в 1605, 1614, 1621, 1636, 1648 гг. побывали окоцкие мурзы, представители узденской части окочан (Черкес и Бикша Алеевы) и «лутшие люди» из окочан. Две грамоты Шиха-мурзы Окоцкого 1588 года сохранились только в русском переводе. Челобитные окочан Терского города XVII в. были написаны терскими подьячими.
Ших Окоцкий поддерживал дружеские отношение с западным владетелем нахской общности предводитель их Султан-Мурза называет Шиху своим братом, однако кровнородственных связей у него с Ших-мурзой не было. Султан-мурза, называя окоцкого владельца Шиха-мурзу «братом своим» (это термин социального равноправия, а не семейного родства, как заблуждаются некоторые авторы), четко определяет мотивы своей политической ориентации. Султан-Мурза был преданным другом и единомышленником Шиха Окоцкого. Султан-Мурза назвался братом Ших-мурзы по тактическим соображениям, ибо велика была роль Шиха Окуцкого в политической жизни Кавказа конца XVI в. Его хорошо знали при дворах московского и грузинского царей, крымского хана, горских феодалов. По документам рубежа XVI—XVII вв., Ших-мурза Окоцкий (Ауховский) пользовался большим доверием терского воеводы, также «вел дружбу с аварскими владетелями».

## Военная история
Как показывают русские документы во владениях Шиха Окоцкого вместе с вольными казаками. Судя по грамоте Шиха, под его предводительством и командой была оставлена довольно многочисленная группа казаков воинов: Ших в своём письме к царю утверждает, что численность их составляло «500 человек было казаков», да плюс «слуг моих, 500 человек». Т. А. Исаева приводит дополнительную цифру о численности войск Шиха в 100 конников, 1000 пеших воинов — надо полагать, что кроме «500» слуг его. Следовательно, под начальством Шиха Окоцкого в тот период, оказывается довольно внушительная по тем временам сила, в 1000—1500 воинов, что было весьма сильным аргументом в отношениях с противником.
Из русских источников конца XVI века, видно, что ауховцы, во главе с Шихом Окоцким развернули широкую военно-политическую и дипломатическую деятельность, охватив, по сути, весь Северо-Восточный Кавказ от Дарьяла до города Дербент. Вполне очевидно при этом, что в виду невозможности оказания прямой помощи со стороны России, Ших Окоцкий действовал с 1578 по 1588 гг. самостоятельно, что лишний раз показывает его политический вес в крае. Не забывая оказывать службу России и принимая активное участие в борьбе северокавказских народов против планов Турции, Ирана и Крыма, Ших Окоцкий в то же время, надо полагать, добивался и усиления своего политического влияния в крае, что ему, как показывают исторические источники того периода, часто удавалось.
Перед угрозой турецкого завоевания в 1582 году, владетели и правители Ирана, Грузии, Ширвана и Дагестана объединяются в военный союз, сохранявшийся до середины 80-х годов XVI века. Одним из активных участников этого союза был Ших Окоцкий. В обращении к русскому царю Ших сообщает о борьбе за Дербент и своей роли: «для тебя яз в Железных Воротех много нужи терпел есми и саблю есми за тебя доводил». В тот же период отрядами Шиха, состоявшими из ауховцев и казаков, была блокирована основная магистраль, проходившая по Северному Кавказу — от Крыма и Азова до Дербента, о чём турецкий султан с раздражением писал в Москву, что «русские казаки, которые на Тереке живут, на перевозах и топких местах на них нападают».
Поскольку на реке Терек были только военные отряды казаков, воевавших в составе войск Шиха Окоцкого и под его непосредственным руководством, то понятно, что в послании султана говорится о совместных действиях ауховцев и казаков.
В 1583 году отряды Ших Окоцкого в составе которого были ауховцы и казаки напали на турецкую армию, двинувшуюся от города Дербент к Азовскому морю и, хотя силы были неравны и нападавшие понесли потери, они смогли нанести туркам ощутимый урон, а заодно подожгли степь, что значительно затруднило движение противника к Азовскому морю. На этот раз Крымское ханство ничем не сумел помочь, так как в самом ханстве, как заметил С.М. Соловьёв, в тот период разразилась междоусобица, в ходе которой крымский «хан Магмет-Гирей был убит своим же братом Ислам-Гиреем», а царевичам — сыновьям убитого хана пришлось бежать, причем царевич Мурат «стал жить в самой Астрахани».
Под влиянием мощи Турции возрастает роль шамхала и последний предлагает Турции построить на Тереке город. Фактически единственным противодействием шамхалу в тот период на всем Северном Кавказе был Ших Окоцкий со своими объединёнными войсками, который, как видно, сильно мешал противникам России кабардинскому князю Асланбеку и кумыкскому шамхалу, которые охотились и пытались убить Шиху Окоцкого. Россия воспользовалась тем, что Турция и Иран ослаблены войной, а Крыму не до Кавказа: формально воспользовавшись обращением грузинского царя Александра с просьбой о возобновлении Терского города, Россия послала воевод М. Бурцева и Протасьева, которые в течение 1588—1589 годов поставили новый Терский город в низовьях Терека, на одном из его притоков реки Тюменка.
К концу 1580-х годов оформляется подданство России ауховского владельца Шиха Окоцкого. Выполняя наказ своего отца Ушарома, Ших Окоцкий вместе с подвластными людьми приходит в Теркский город расположенное на реке Тюменка.
Безусловно, русское правительство знало о действиях Шиха Окоцкого и его «подопечных» казаков ещё до постройки нового Терского города и именно поэтому, при отправлении в Грузию посольства 1587 года во главе с Р. Биркиным и П. Дивовым, обеспечение безопасного прохода от Терека до Грузии было поручено Шиху и кабардинскому князю Алкасу; к Шиху же направлял своих послов и кахетинский царь Александр. Ших Окоцкий приводит в русское подданство правителя Аварского хансва с «Чёрным» князем. Эти и другие события и действия Шиха Окоцкого доказывают со всей очевидностью, что до и после постройки Терского города роль Шиха Окоцкого в северокавказских делах была наиболее значительна.
В октябре 1588 года в Москву прибывают послы от Шиха Окоцкого и кабардинского князя Алкаса. Батай Шихмурзин — посланник Шихи Окоцкого — вместе с посланником Алкаса были приняты российским царём и т. д.
В письме к российскому царю Ших Окоцкий сообщает о том, что взяли 7 городов в том числе Индри:
… для тебя яз в Железных Воротех много нужи терпел есми и саблю есми за тебя доводил. Толи наша вина: 500 человек было казаков и яз Шихмирза в головах, тобе служачи, Индили словет город и с теми 7 городов взяли есмя. И службы моей к тебе много. А велиш где итти на свою службу, — и яз с теми своими слугами готов. А и запас будет на Терку город понадобитца, — и яз стану и запас вазить;Русско-чеченские отношения
О своей прошлой службе Ших Окоцкий пишет царю следующее:
… и мы тогды с твоими государевыми с Терскими атаманы и казаки тебе, государю, служили и твое государево имя выславляли и х Турскому и х Крымскому не приставал и им которые прямили и тех с твоими государевы казаки воевал1588 г. ноябрь. — Из дела о приезде в Москву к царю Фёдору Ивановичу посла кабардинского князя Алкаса Асланбека (Асламбека) и племянника окоцкого мурзы Шиха Батая
О службе Шиха Окоцкого России сообщали и терские вольные атаманы и казаки; сам Ших пользовался у терского воеводы А. И. Хворостинина большим доверием. Дореволюционный исследователь на основании документов отмечал, что одновременно с посольством Шиха Окоцкого и кабардинского князя Алкаса в Москву была доставлена и челобитная терских вольных атаманов и казаков, в которой они заявляли, что 

«преж сего служили государю на Терке и промышляли всяким государевым делом заодно с Ших мурзою Окоцким».
 О принятии Шиха в русское подданство хлопотал и крымский царевич Мурат, бежавший из Крыма и живший в Астрахани.
В ответной грамоте царя сообщалось, что царь о службе Шиха Окоцкого знает: «И мы за твою службу тобя жаловати хотим своим великим жалованьем и держати тобя и твой юрт хотим под своею царскою рукою и в обороне тебя держати хотим от всяких твоих недругов». По получении царской грамоты Ших Окоцкий подтвердил свою присягу на верность России и привёл аманатом своего сына Батая Шихмурзина в Терский город.
В 1587 году «Окоцкое владение», то есть Окох упоминается в качестве «новоприбыльных» земель России — в грамоте австрийскому императору: «А многие государства: …Шевкальской князь… и Тюменское государство, и Окотцкая земля /подчеркнуто нами. — А. А./, и Горские князи. все земли приложились к нашему государству…». Через два года послу того же государства снова было объявлено о «новоприбыльных» землях, в числе которых значились и «Окутцкие» князья. Данные факты, на наш взгляд, позволяют высказать предположение о том, что вполне вероятно и более раннее, нежели 1588 год, обращение чеченских владельцев с вопросом о российском подданстве или каких-либо союзных или союзно-вассальных отношениях.
Возведением Терского города казаки снова попадают под управление терских воевод и к 1590 году у слияния Сунжи с Тереком русское государство строит острог, который был назван Сунженским.
90-е годы XVI века ознаменовались стремлением России ослабить влияние Турции на Северном Кавказе, переместить своё влияния на Ширван и Закавказье. В 1591 году царское правительство организует поход против шамхальства, о чём неоднократно просили и грузинские посланники под предлогом того, что отряды шамхала постоянно грабят Грузию.
В состав царских войск должны были войти и северокавказские военные отряды. В 1591 году Русскому посольству во главе с В. Плещеевым и Т. Кудриным, которые направлялись в Грузию, было поручено передать, чтобы «Алкас с Ших-мурзою их государевых послов послал проводите ково пригоже; а сами бы шли на Шевкала».
В ходе боевых действий зимой 1591 года объединённые русско-северокавказские войска, по уверениям русских источников, нанесли поражение войскам шамхала: 
«Шевкала князя воевали и город у Шевкала взяли Ондреевский и сожгли».
 На дальнейшие действия сил у Г. Засекина не хватило.

В 1594 году Россия снова организует поход против шамхала, целью которого был захват Тарков и открытие дороги в Закавказье. Русские отряды, захватившие Тарки, в скором времени блокированные шамхальскими войсками, вынуждены были обратиться в бегство и дойти до «речки Койсу, где Шамхал прекратил преследование в виду близости русского гарнизона, сидевшего в остроге с князем Долгоруким». Русские источники утверждали, что 
«воеводы землю Шевкальскую воевали и город Тарки и Таркалы и Ондрееву деревню и Салтанеево место тюменского взяли и сожгли и разорили и городы государевы воеводы и остроги… на Койсе, поставили новые».
После безуспешного похода царских войск под начальством А. И. Хворостинина многие владельцы Северо-Восточного Кавказа перешли на сторону шамхала, влияние которого на Северном Кавказе возросло. Видимо, одним из последствий поражения объединённых русско-северокавказских военных отрядов в 1594 году была трагическая гибель ауховского предводителя Шихи Окоцкого. В посольской документации 1596 года впервые не упоминается имя окоцкого предводителя Шихи, и исчезает ориентир на чеченский Окох («Окоцкую землю»).
Угроза Шиху со стороны враждебных северокавказских феодалов возникала не только из-за того, что он на протяжении долгого времени был союзником России на Северном Кавказе, но и вследствие того, что влияние самого Шиха Окоцкого в крае в тот период усиливалось и не могло не вызвать раздражения и попыток покушения на него. После похода 1594 года, надо полагать, Ших Окоцкий не изменил отношения к России и не попал под влияние шамхала — следовательно, он представлял реальную угрозу.
Значимым в данном отношении представляется вопрос о взаимоотношениях между ауховцами кумыкским шамхальством и князем Султан-Махмудом, поселившем в Чир-Юрте. Разумеется, шамхал и его единомышленники видели в Шихе Окоцком и ауховцах главных своих соперников на пути установления Северо-Восточном Кавказе своего лидерства. Соперничество местных феодалов за расширение сфер влияния на Северном Кавказе, стояло не менее остро в частности её восточной части, чем борьба великих держав за весь Кавказ. Здесь Ших Окоцкий и шамхал пришли в прямое столкновение.
Согласно полевым данным, изгнанный из шамхальства Султан-Махмуд получил поддержку части населения Старого Окоха (Современные Ленинаул и Калининаул) во главе с Шихи Окоцкого. После поселения Султан-Махмуда в Чир-Юрте и выделении ему земель. по правому берегу Сулака, Ших Окоцкий со своими людьми участвовал в съездах кумыкских феодалов, помогал Султан-Махмуду в проведении переговоров с братьями и др. дагестанскими, владельцами. Через некоторый период, утвердившись в Чир-Юрте, Султан-Махмуд неоднократно предпринимал попытки поселения в Эндери (Индри) под предлогом приглашения его жителями села, однако каждый раз изгонялся ауховцами, так как он имел земли на той стороне Сулака и на левый берег переходить ему не давали.
До начала XVII века в источниках практически нет сведений о князе Султан-Махмуд и Эндери, что может объясняется незначительной ролью «чанки» в северокавказских делах. Вплоть до разгрома царских войск в 1604 году в Дагестане, как сообщает «Гюлистан-Ирам», Султан-Махмуд жил в Чир-Юрте и не имел никакого отношения к Эндери и только после этого перебрался туда.
Сведения о попытках ещё в конце XVI века переноса резиденции Султан-Махмуда в Эндери, собранные среди местных жителей, отразились и в русских источниках. В обращении 1588 г. Ших сообщает о времени до постройки Терков на Тюменке: «Индили словет город и с теми 7 городов взяли есми»; то же название «Индили» приводится и в посольской документации 1587—1588 г. Мы вполне допускаем, что название «Инди-ли» первоначально было заимствовано русскими представителями на Тереке от ауховцев в форме «Индри», и только после стало применяться название «Ондреево» или «Андрееве».
Во время похода 1591 года объединённые русско-северокавказские войска «город у Шевкала взяли Ондреевский и сожгли»; то же самое было сделано и в походе 1594 года. В обоих походах, как известно, принимал участие Ших Окоцкий со своими отрядами. Отклонение от основного маршрута (на Тарки) для взятия и сожжения «Ондреева» являлось полностью «заслугой» Шиха Окоцкого: именно он использовал русские отряды, как и ранее (на «Индили»), в борьбе против кумыкских князей и в частности, против Султан-Махмуда, пытающегося перебраться в Эндери (Индри). После очередного поражение кумыкским князьям приходилось возвращаться в Чир-Юрт и выждав подходящего момента снова начинать наступление, данное утверждение полностью согласуется с местным полевым материалам.
Значительным моментом похода 1594 года является сообщение источника в котором говорится что князь Султан-Махмуд поселился в Эндери не один: «в Ондреевой деревне Шевкаловы дети Салтан-Магмут з братьею». Противоборство ауховцев во главе с Шихом с кумыкскими князьями на Северо-Восточном Кавказе неоднократно приводило к столкновениям их. Так получилось и после 1594 г.: Ших Окоцкий и Султан-Махмуд со своими братьями стали непримиримыми врагами не только в борьбе за влияние на Северо-Восточном Кавказе, но и за обладание Эндери. Борьба завершилась убийством Шиха Окоцкого, причем убийцами ауховского предводителя названы «князь Ахматкан з братьею», то есть дети шамхала Чупана.
В письме восточного купца 1596 года сообщается: «а Хаками и Шых мурза убит… и дорога помешалась»; «хотел по дороге Аксух прийти; шейх мурзу убили… Теперь я пришёл в К (?) уюнсу.», то есть дороги по землям Окох (междуречья) стали небезопасны для караванов. Данная запись подтверждает, что ауховцы контролировали междуречье Терека и Сулака.
В результате убийства Шиха Окоцкого часть ауховцев, наиболее приближенная к нему, ушла в Терки; однако подчинить своей власти ауховцев Султан-Махмуд не смог, как не смог и осесть в Эндери. Более того, даже в первые десятилетия XVII века Султан-Махмуд и его братья оставались без земли и селения: «А Салтан-Магмут з братьею безюртные люди, кабаков у них нету».
Международное значение Северного Кавказа в начале XVII века возрастает. Продолжается борьба между крупнейшими державами как России, Ирана и Турции за влияние на Кавказе, постановку главных морских и сухопутных магистралей под свой контроль. В политике России названные задачи оставались, по существу, главными по отношению к Кавказу.
С начала XVII века царское правительство стало готовить новый поход на шамкала. В 1601 году терский воевода послал «Терских жилецких черкас, Окоцких выходцов Яная, Ахина, Дидея, Мостопарова» «с Терки к Иверскому к Олександру царю в Грузии», которые, разузнав политическую обстановку в Кахетии и передав царское письмо с предложением похода, вернулись в Терский город.
Под угрозой нового похода против шамхальства ряд дагестанских владетелей и князей Кабарды, как полагают исследователи, прибыли в Москву на приём: их приняли и одарили подарками (в числе них были Султан-Махмуд и Сунчалей Черкасский). Тем не менее, зимой 1604 года было принято окончательное решение «воевать шамхала», о чём было сообщено и грузинскому посольству в Москве в апреле 1604 года.
Весной 1604 года царское войско прибыло на Северный Кавказ, где к ним присоединились местные стрельцы и казаки, отряды ногайских мурз, а также служилых черкесов и окочан Терков во главе с Сунчалеем Черкасским и Батаем Шихмурзиным. Главные военные действия против шамхала воевода И. М. Бутурлин начал осенью 1604 года. За короткое время они поставили несколько крепостей на берегах рек Сулак и Акташ, захватили селения Эндери, Теплые Воды и Тарки. Около Тарков И. М. Бутурлин начал строить крепость с мыслью о зимовке своих войск. Всего в Дагестане было построено три крепости: первую построили «на прежнем месте, близ Тарху, другую в Андреевой деревне, а третью неизвестно где. Во всех этих укреплениях оставлены были гарнизоны».
Однако первые успехи И. М. Бутурлина вскоре сменились неудачами. Среди горцев нарастало недовольство тем, что захватчики «пленили людей в селениях, брали хлеб, отгоняли табуны и стада»6. После смерти шамхала Суркая во главе горцев встали тарковский Гирей и Султан-Махмуд: «Султан-Бут привёл 13000 черкесов, которые, будучи подкрепляемы крымскими татарами и Гирей-хан-шамхалом, сыном Чубана-шамхала, соединились с дагестанцами и напали на все три укрепления».
Воевода И. М. Бутурлин оказался в засаде, без помощи России. Отряды таяли от болезней, а силы горцев возрастали. Вскоре царские войска были выбиты из крепостей на Акташе и Сулаке; И. М. Бутурлин оказался в глубоком окружении и пошёл на переговоры, во время которых было обговорено, что царским отрядам дадут возможность «свободно отступить, уйти за Койсу /Сулак/»1. «Но когда черкесы, — отмечено в „Гюлистан-Ираме“, — вопреки своему слову, хотели взять их в плен, то русские стали упорно защищаться и все погибли».
Поражение имело тяжелые последствия для русского присутствия на Северном Кавказе: Терский город оказался закрытым, а жители — в страхе перед нападением горцев; сожжён был и Сунженский острог.
Неудача царских войск совпала по времени со смертью Бориса Годунова и началом Смутного времени в России, что привело к ослаблению связей с Кавказом и терскими жителями (казаками и городскими жителями), хотя сам Терский город и русское население стабильно обеспечивались горцами продуктами, о чём было сказано выше.
Как известно, важную роль в Окоцкой земле и в Терском городе после смерти Шиха Окоцкого играл его сын Батай Шихмурзин. Летом 1605 г. Батай вместе с кабардинским князем Сунчалеем Черкасским побывал на приёме у Лжедмитрия I, откуда оба со своими узденями, ласково принятые и одарённые, были отпущены в марте 1606 года.
В середине 1606 года на престол российский взошёл ставленник боярства Василий Шуйский. Некоторые исследователи указывают, что Сунчалей и Батай вновь ездили в Москву, однако вернулись недовольными, так как получили «малое» вознаграждение; в результате казаки и «горские служилые люди» Терков отказались признать Шуйского царём. Попытки же самого Шуйского установить связи с Северным Кавказом и Терками оказались безрезультатными, так как посольство И. Ромодановского в Иран не дошло: в послании было сказано о подданстве Кахетии, черкасских и окоцких людей с доказательством приезда в Москву с поздравлением Батая и Сунчалея. Связь центра с Терским городом этим, собственно, и ограничилась.
Положение Батая Шихмурзина в Терском городе и самом Окохе (Окоцкой земле) не во всем ясно. При жизни Шиха он был проводником идей дяди и тесно связан с Терками, долго жил здесь аманатом. Видимо не случайно после смерти Шихи Окоцкого его преемник Батай оказался в Терском городе: представляется, что не был признан ауховцами и вынужден был уйти в Терки. Российские источники тех времён показывают, что только после посольства 1605 года, он получил фактическую власть в самом Терском городе. Но и тогда, как видно, положение Батая Шихмурзина в городе было непрочными, результатом чего и стало бегство его из Терков в 1609 году. На поимку Батая вместе с терским сотником Л. Вышеславцевым пошли «Сунчалеевы уздени и Окоцкие люди». Сунчалей был основным соперником Батая в числе претендентов на верховенство над ауховцами и черкасскими жителями Терского города и не случайно, что в скором времени после бегства Батай из одного из верных союзников России превратился в «государева изменника».
Видимо, Батая не приняли после бегства из Терского города большинством своих соплеменников в Окохе, из-за чего сразу же оказался в лагере ярого противника России — Султан-Махмуда. После смерти шамхала Суркая борьба за престол разгорелась с новой силой. Часть дагестанских феодалов, надеясь на военную поддержку, приняла в 1610 г. подданство России, однако в их числе не было тарковского Андия и Султан-Магмута. Обращение дагестанских феодалов к помощи России против Андия и Султан-Махмуда было на руку терским воеводам, так как в тот период главной целью для них было «меж ими учинити рознь и от их бы приходу тем оберечи государев Терской город».
В 1610 году отряды Гирея-князя тараковского и терских воевод напали на жилища Султан-Махмуда: захватили скот и «Ондрееву деревню у него разорили. И из Ондреевы деревни его изогнали. И тот Салтан-Магмут з братьею своею и с твоим государевым изменником з Ботаем мурзою. с того разорения стал бы жити в горах в Окоцких кабаках».
Новый поход «по челобитью» Гирея был совершен в 1611—1612 гг. на «Окоцкие ево кабаки». Посланные войска «у Салтан-Магмута мурзы Окоцкие его кабаки повоевали и пожгли все; с Салтан-Магмутом и с уздени его и с Окоцкими людьми бились и ис кабаков его изогнали ж»; разгромленный Султан-Махмуд вместе с братом Нуцал-мурзой дал «шерть по своей по мусульманской вере».
Значительную роль в сохранения и восстановлении добрососедских отношений России с народами Северного Кавказа сыграли в этот период терские ауховцы-окочане и Сунчалей Черкасский. Специальной грамотой от 21 марта 1615 года царское правительство создало в Терках особое вассальное «Черкасское княжество» во главе с Сунчалеем и подчинило ему черкесов и служилых терских окочан. При этом царь и его администрация не обратили никакого внимания на челобитную окоцких людей с просьбой об избавлении их от «опеки» Сунчалея, пытающегося превратить их в крепостных; ответ был достаточно ожидаемый: «велено их Сююнчалею ведати службою, а будет Сююнчалей станет им какую тесноту чинить, и они б на него били челом государю».
Одновременно события, происходившие на Северо-Восточном Кавказе зимой 1614—1615 годов заставляли царское правительство принять непосредственное военное участие в междоусобицах дагестанских феодалов, ведущих борьбу за шамхальство.
В конце 1614 — начале февраля 1615 г. «Салтан-Магмут з братьею», как жаловался тарковский шамхал терским воеводам, «сели кабаками своими блиско их Кумыцкой земли в Окотцких кабаках и отнял де у них Мичкизскую и Кабардинскую дорогу» и начал войну с помощью ауховцев и аварцев; поэтому тарковский шамхал и владельцы просили терских воевод «идти на Окоцкие кабаки их разорити и свою Кумыцкую землю очистити».
В феврале 1615 года произошло сражение. Воевода П. Головин сообщал, что его войска /400 чел и пушки/ «с Салтан-Магмутовыми и мичкизскими и с окотцкими людьми бились» и «на том бою Салтан-Магмутовых и Турлова — князя мичкизских людей побили до смерти 140 человек, а иных переранили и живых поймали»6. Примечательно, что на этот раз «Ондреева деревня» не упоминается: вероятно, после изгнания в 1610—1612 гг. Султан-Махмуд там уже не жил.
Очередное принятие Султан-Махмуда в российское подданство затянулось, так как против примирения выступили дагестанские феодалы; к тому же царское правительство помнило, что в «прошлых годах Салтан-Магмутово. челобитье было и шерть давал и не одинова; и он де только льгал: опричь де ссоры в Салтан-Магмуте ничего нет». В декабре 1616 года Боярская дума все же постановила принять Султан-Магмута в российское подданство, но без принятия аманата, пока он не «покажет» свою преданность.
После смерти Шиха Окоцкого внутри ауховского общества произошёл раскол по отношению к царской России. Если часть населения Окоха в лице, вероятно, гачалкоевцы, все ещё была привержена России и из этого общества все ещё продолжали прибывать жители в Терки, то большая часть чеченского общества ауховцев-пхарчхоевцев, во главе которых с конца XVI почти до середины XVII в. стоял Маадий, сначала в отдельных случаях, а затем все шире стала поддерживать противников России (в том числе и Султан-Махмуда). Этим отчасти и объясняется то, что Батай Шихмурзин не был принят своими соплеменниками и ушёл в Терский город, а после бегства из Терков примкнул именно к Султан-Махмуду.
Потеря лидеров — Шиха и Батая — а вместе с ними и опоры России на Окох, привела к тому, что терские воеводы перестают оказывать прежнее доверие окочанам и передают их в подчинение Сунчалея Черкасского. Начиная с 1610 года русские источники фиксируют, что в случае опасности Султан-Махмуд бежит именно к предгорным ауховцам: «с того (1610 г. — А. А.) разорения стал был жити в горах в Окоцких кабаках» Султан-Махмуд и Батай Шихмурзин.
Союз Султан-Магмута и ауховцев представлял, как видно, большую силу, подтверждением тому служит тот факт, что ни разу дагестанские феодалы самостоятельно, без помощи терских военных отрядов, не перешли Сулак и не действовали против них (ауховцев и Султан-Магмута).
Изменения отношения терских воевод к ауховцам видно уже по донесениям о походах против Султан-Махмуда. Поддерживая дагестанских феодалов, царское правительство посылает войска «на Окоцкие кабаки», которые терские отряды совместно с кумыкскими князьями «повоевали и пожгли все; с Окоцкими людьми бились». В течение 1614—1615 годов царские войска продолжают нападать, грабить и разорять селения ауховцев, расположенные в предгорных районах Окоха, что, естественно, не могло не сказаться на социально-экономическом и политическом положении в Окохе (Аухе).
Однако несомненно можно утверждать и то, что аухоыцы, находясь в некоторое время в военном союзе с князем Султан-Махмуд, боролись не за возрастание его могущества, а за сохранение своей независимости. Наглядно все это проявится позднее, когда Султан-Махмуд, утвердившись наконец в Эндери, предпримет попытку подчинить своей власти чеченского общества ауховцев-пхарчхоевцев проживавших в Старом Окохе (современные Ленинаул и Калининаул).
Убийство Шихи Окоцкого и бегство его преемника Батая показывало, что внутри Окоха происходит напряжённая борьба, которая создаёт нестабильность во всём Терско-Сулакском междуречье. Отсюда и исходила политика России, пытавшейся теперь подчинить местные общества более надёжным феодальным кругам Кабарды и Дагестана. Если в Терском городе им это удалось сделать относительно мирно и быстро, «доверив» горцев Сунчалею, то по отношению к ауховцам, проживающим в Окохе особенно предгорным чеченским поселениям, пришлось применять военную силу, однако эти действия, значимых успехов для царской России не принесла.

## Смерть
Погиб Ших Окоцкий в 1595 году в столкновении с кумыкским князем Ахмат-ханом, который пытался занять место Шихи и утвердиться владетелем Ауха. По данным исследователей Виноградов В. Б. и Магомадова Т. С. вместе с Шихом погиб и его малолетний сын. Согласно чеченским устным преданиям, Ших похоронен на кладбище под названием Ших-Кешнаш («кладбище Шиха») которое впоследствии и получило своё название от его имени Ших, расположено кладбище на восточной окраине села Ширча-Аух (совр. Калининаул).
|  |  |
|  |  |